# Hidronor
Hidronor SA (Hidroeléctrica Norpatagónica Sociedad Anonima) fue una empresa pública argentina, bajo la forma de sociedad anónima con mayoría estatal, encargada de la producción, distribución y comercialización de energía hidroeléctrica, así como la evaluación y construcción de centrales hidroeléctricas en la Patagonia. Fue creada en 1967, durante la Presidencia de Juan Carlos Onganía, y cerrada en 1993 junto con otras empresas del Estado durante la primera presidencia de Carlos Menem. En sus 26 años de existencia Hidronor construyó siete centrales hidroeléctricas, que llegaron a generar más del 40% de la electricidad del país. La centrales hidráulicas construidas y gestionadas por Hidronor fueron El Chocón, Planicie Banderitas, Arroyito, Alicurá, Piedra del Águila, Pichi Picún Leufú, Cerros Colorados) que generaban más del 40% de la electricidad del país.